# 漢陽魚屬
漢陽魚屬，是一種原始的大型盔甲魚類，全長估計約 30 公分，生活於早志留世晚期的特列奇階，化石發現於中國湖北武漢與新疆柯坪、巴楚，是中國志留紀早期地層很常見的動物。
|  | \| \| 鍋頂山漢陽魚 Hanyangaspis guodingshanensis \| \| \| \| \| \| 顧氏長興魚 Changxingaspis gui \| \| \| \| |
|  | |
|  | 鍋頂山漢陽魚 Hanyangaspis guodingshanensis                                                                   |
|  | |
|  | 顧氏長興魚 Changxingaspis gui                                                                                |
|  | |

## 命名
名字來自發現地湖北漢陽的鍋頂山組。

## 特徵描述
甲胄略呈半圓形，橫且寬，寬與長之比約為2.6：1。眼孔較大且呈圓形，直徑約6公分；眶孔洞穿眶十鰓片的前部。口孔較大，前腹位。鰓孔很大。